# NGC 7745
NGC 7745 (другие обозначения — PGC 72299, MCG 4-56-4, NPM1G +25.0547) — эллиптическая галактика (E) в созвездии Пегас.
Этот объект входит в число перечисленных в оригинальной редакции «Нового общего каталога».